# 真琴 (AV男優)
真琴（まこと、1980年1月27日 - ）は、日本のAV男優、出張ホスト。愛称は「真琴君」。

## 人物
- 某大手企業で営業マンとして働いていたところ、副業でAV男優になる[1]。
- やがて、やりがいを見出し、専業AV男優になった。
- 尊敬するAV男優は、一徹[2]。
- 「NGプレイが多いと言われるが、他のAV男優がおかしいだけ[3]」とのこと。